# Parada da cavalaria

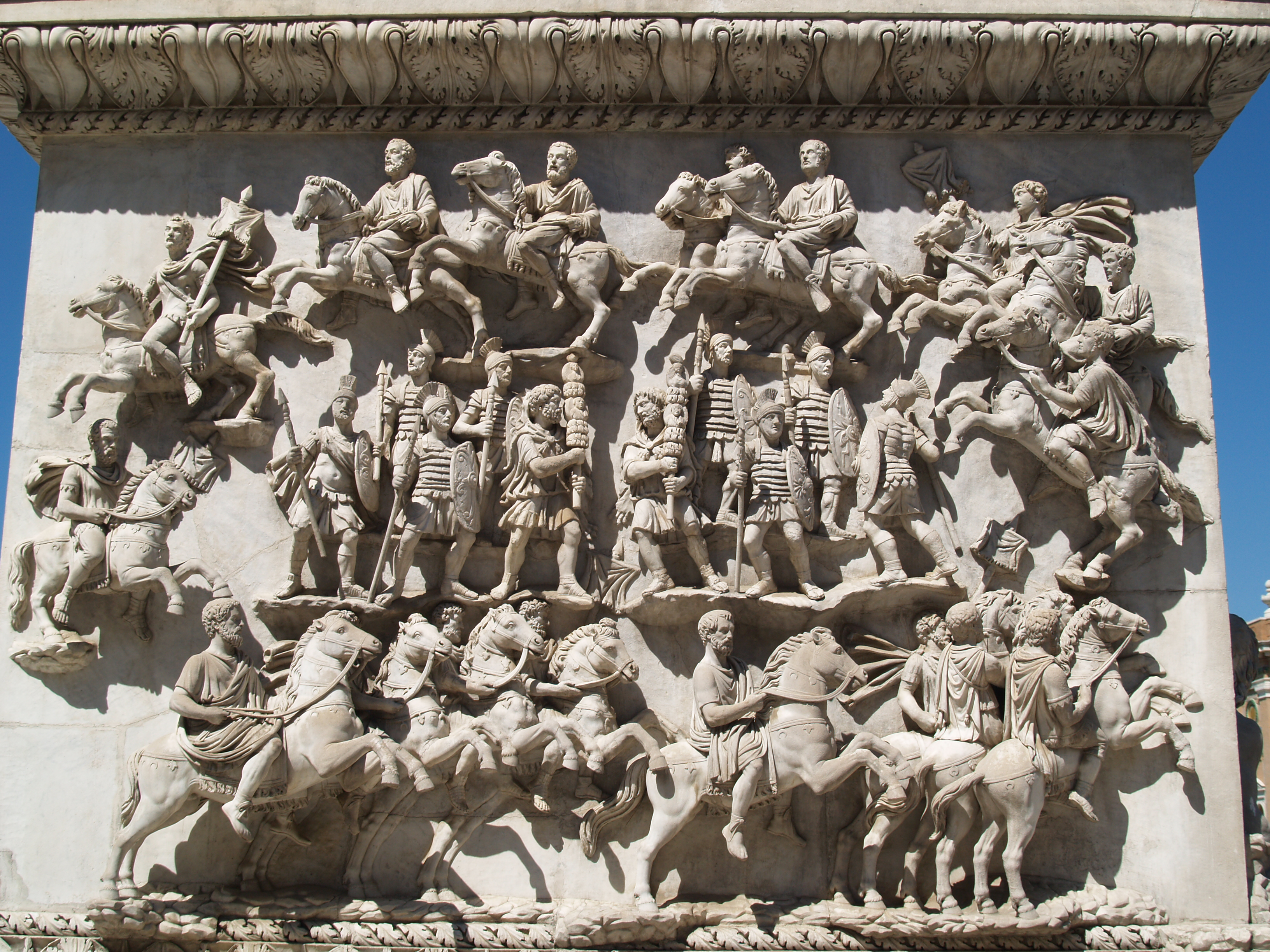
Baixo-relevo presente na lateral da base da Coluna de Antonino Pio. Nele é retratado uma parada militar da cavalaria romana

Parada da cavalaria ou parada equestre (em latim: decursio equitum; de decursio - manobra, parada - e equitum - cavaleiros equestres), na Roma Antiga, era uma parada realizada durante cortejos fúnebres de imperadores e indivíduos importantes. Nesta parada os equestres, trajando sua toga trábea, cavalgavam em torno de um grupo de infantes diante da pira funerária.
A data de sua institucionalização é incerta. Sua primeira menção ocorre na obra de Dião Cássio quando o autor descreve o cortejo fúnebre do imperador Augusto (r. 27 a.C.–14 d.C.). Sob Calígula (r. 37–41), o futuro imperador Galba (r. 68–69) realizou uma parada equestre e sob Nero (r. 54–68) e Adriano (r. 117–138), houve a emissão de moedas com o termo decursio e o imperador sendo retratado cavalgando ao lado de seus cavaleiros com elmo e couraça. A parada foi descrita em dois baixos-relevos similares provenientes da Coluna de Antonino Pio (r. 138–161).

Sestércios de Nero
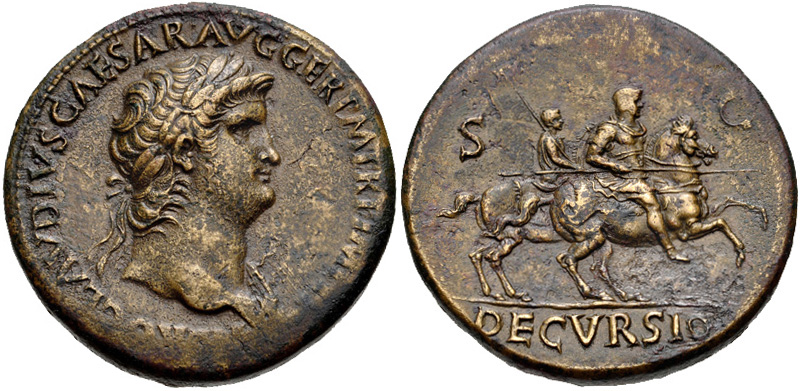
Emitido em Lugduno em 65
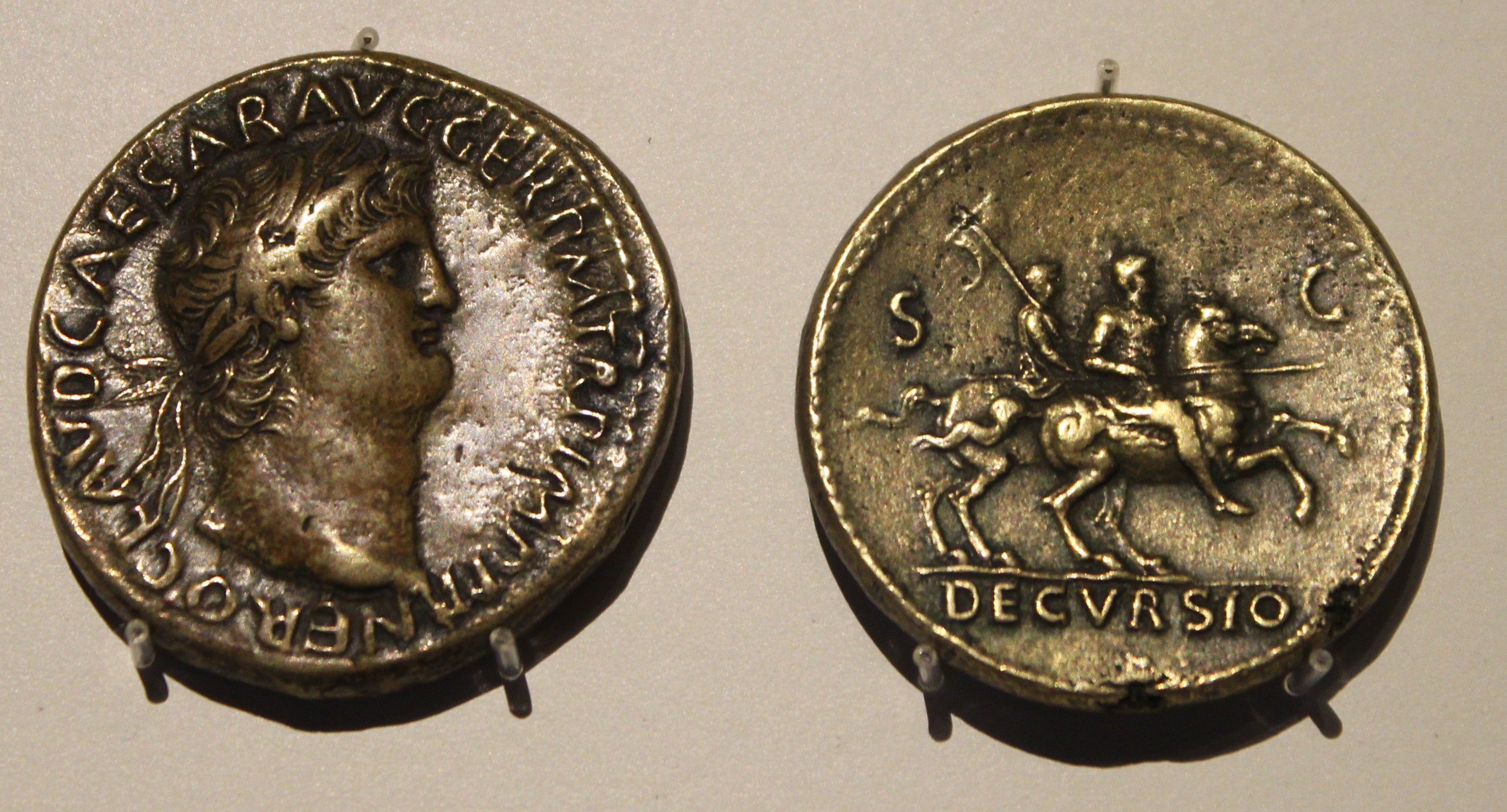
Atualmente em Madri